# Escott Reid
Pour les articles homonymes, voir Reid.
Escott Meredith Reid (21 janvier 1905 - 28 septembre 1999) est un professeur et diplomate canadien ainsi que le premier principal du Collège universitaire Glendon.